# 天元術
天元術（てんげんじゅつ）は、中国で生まれた代数問題の解法(高次を含む方程式の解の求め方)である。

## 歴史
天元という言葉の初出は、金の蒋周の『益古集』（1080年）である。
天元術は宋末の13世紀に発展した。重要な教科書は朱世傑の『算学啓蒙』（1299年）である。朝鮮で世宗によって復刻され、これが1600年以前に日本に伝来した。これに土師道雲・久田玄哲らが訓点を施して1658年（万治元年）に『新編算学啓蒙』として出版され、これを通して天元術は和算の発展の元となった。

## 内容
天元術は代数学の問題の解法であり、算木・算盤とを使う（籌算）。
問題の答えとして求める数を仮に 0+x の形で設け、これを「天元の一」（てんげんのいち）と言う。天元術は「天元の一を立て、何々とす」という言い回しから始まり、これが西洋数学でいう「何々を x と置く」にあたる。それから論を進めて算盤上に1元代数方程式を求め、その根を導いて答えを得る。
天元術は1元代数方程式のみを扱うが、多元連立方程式を扱う二元術・三元術・四元術も生まれた。ただしこれらはほとんど広まらず、四元術の書である朱世傑の『四元玉鑑』は19世紀に再発見された。この中で二元術・三元術の書についても言及しているが、これらは現存しない。
沢口一之は、佐藤正興の『算法根源記』の遺題に答える形で、日本で初めて天元術を本格的に理解して扱った『古今算法記』を1671年に著し、その中に天元術では解けない問題を遺した（遺題継承）。
その問題を解くために関孝和は天元術を発展させた。筆算表記法の傍書法によって多変数の方程式を表した。その際、連立方程式の変数を消去する必要があるが、関は消去の一般論を重視して、終結式の理論を完成させた。さらにそれを解く点竄術を編み出し、和算を大いに進展させた。四元術とは異なる形で、独創的な文字係数の扱いを確立した。

## 用例
1. 天元の一を立てて仮に求める値（未知数）とする
2. 題の条件によって加減乗除を施して既知数と等しい式を作り、それと既知数とを相消することで開方式（方程式）を得る。
3. それを開方して答えを得る。

相消とは等しい数を減じて0の値を得ることで、西洋数学の等号で結ぶこと、また等式の右辺を0にすることにあたる。
例として「いま長方形がある。その長方形の面積は15で、長辺と短辺の和が8であるとき、長辺と短辺の長さはそれぞれいくらか」という問題を天元術で解こう。
求める数を長辺とし、まず「天元の一を立てて長辺とす」と言って、算盤の実級（定数項）を空 (0) とし、法級（xの1次項）に係数1の算木を敷く。すなわち 0+x の式である。

次に「長短辺の和8より長辺（つまり未知数 x）を減じ、短辺とする」と言って、実級に8の算木を、法級に-1の算木を敷く。これが 8-x=短辺 を意味する。

この式（つまり短辺）を長辺（すなわち x）と、あい乗じて積とする。x が掛かって次数が1上がるので、法級に8を、廉級（x2 の項）に-1を敷く。つまり 0+8x-x2=積 である。「これを左に寄す」と言って、ひとまずこの式をおいておく。

この式が積に等しいので「積15を列しこれを左に寄すと相消す」と言い、左に寄せた式より積15を引き、長辺 x を得る開方式を得る。すなわち方程式 -15+8x-x2=0 である。

これに増乗開方法を適用して、商（根）に長辺の値5を得る。また長辺短辺の和8よりこれを引いて、短辺3を得る。